# Kabinett Strandman I
Regierung der Republik Estland unter Ministerpräsident Otto Strandman (Kabinett Strandman I). Amtszeit: 8. Mai 1919 bis 18. November 1919

## Regierung
Die Regierung Strandman I war nach offizieller Zählung die 4. Regierung der Republik Estland seit Ausrufung der  staatlichen Unabhängigkeit 1918.
Die Regierung wurde am 8. Mai 1919 von der verfassungsgebenden Versammlung der Republik Estland (Asutav Kogu) ins Amt berufen. Die Koalitionsregierung setzte sich zusammen aus
- Eesti Sotsiaaldemokraatlik Tööliste Partei (Estnische Sozialdemokratische Arbeiterpartei, ESDTP)
- Eesti Tööerakond (Estnische Arbeitspartei, ETE)
- Eesti Rahvaerakond (Estnische Volkspartei, ER)

In der Regierung hatten sich damit die drei größten Fraktionen der verfassungsgebenden Versammlung zusammengefunden (ESDTP 41 Sitze, ETE 30 Sitze, ER 25 Sitze). Sie verfügte in der 120 Mitglieder umfassenden verfassungsgebenden Versammlung anfänglich über eine Mehrheit von 96 Sitzen.
Größte Herausforderung war der anhaltende Krieg mit Sowjetrussland, das die Loslösung Estlands von Russland gewaltsam rückgängig machen wollte. Ministerpräsident Strandman bekleidete daher gleichzeitig das Amt des Kriegsministers.
Sie blieb 195 Tage im Amt. Die beiden Minister der Eesti Rahvaerakond (ER) schieden bereits am 20. September 1919 aus dem Kabinett aus. Die beiden übrigen Parteien setzten die Mehrheitsregierung noch knapp zwei Monate weiter fort.

## Kabinett
| Ressort                                 | Name              | Amtszeit                | Partei |
| --------------------------------------- | ----------------- | ----------------------- | ------ |
| Ministerpräsident                       | Otto Strandman    | 08.05.1919 – 18.11.1919 | ETE    |
| Landwirtschafts- und Ernährungsminister | Theodor Pool      | 08.05.1919 – 18.11.1919 | ETE    |
| Bildungsminister                        | Johannes Kartau   | 08.05.1919 – 18.11.1919 | ESDTP  |
| Arbeits- und Sozialminister             | Anton Palvadre    | 08.05.1919 – 18.11.1919 | ESDTP  |
| Kriegsminister                          | Otto Strandman    | 08.05.1919 – 18.11.1919 | ETE    |
| Handels- und Industrieminister          | Nikolai Köstner   | 08.05.1919 – 18.11.1919 | ESDTP  |
| Finanzminister                          | Juhan Kukk        | 08.05.1919 – 18.11.1919 | ETE    |
| Außenminister                           | Jaan Poska        | 08.05.1919 – 20.09.1919 | ER     |
| Außenminister                           | Ants Piip         | 08.10.1919 – 18.11.1919 | ETE    |
| Gerichtsminister                        | Jüri Jaakson      | 08.05.1919 – 20.09.1919 | ER     |
| Gerichtsminister                        | Lui Olesk         | 09.10.1919 – 18.11.1919 | ETE    |
| Innenminister                           | Aleksander Oinas  | 08.05.1919 – 18.07.1919 | ESDTP  |
| Innenminister                           | Aleksander Hellat | 25.07.1919 – 18.11.1919 | ESDTP  |
| Verkehrsminister                        | Nikolai Köstner   | 08.05.1919 – 18.11.1919 | ESDTP  |